# Крива (станція)
Крива (рум. Gara Criva) — проміжна залізнична станція Молдовської залізниці (рум. Calea Ferată din Moldova) на неелектрифікованій лінії Чернівці-Північна — Ларга. Розташована у селі Крива Бричанського району на півночі Молдови.

## Історія
Станція Крива відкрита 1893 року. Впродовж 1920—1940-х років, коли Бессарабія входила до складу Румунії, була розібрана друга колія на ділянці Окниця — Новоселиця, а широка колія (1524 мм) була перешита на  європейську колію (1435 мм).

## Комерційні операції
- Прийом та видача вантажів вагонними та дрібними відправленнями, що завантажуються цілими вагонами, тільки на під'їзних коліях та місцях незагального користування.
- Посадка та висадка пасажирів на потяги приміського та місцевого сполучення.
- Прийом та видача багажу не здійснються.

## Пасажирське сполучення
До села Крива залізницею, до 18 березня 2020 року, була можливість дістатися без пересадок лише приміськими поїздами до станцій Сокиряни, Ларга, Новоселиця та Чернівці:
| Рух приміських поїздів по станції Крива (до 18 березня 2020 року) | Рух приміських поїздів по станції Крива (до 18 березня 2020 року) | Рух приміських поїздів по станції Крива (до 18 березня 2020 року) |
| №                                                                 | Маршрут сполучення                                                | Періодичність курсування                                          |
| ----------------------------------------------------------------- | ----------------------------------------------------------------- | ----------------------------------------------------------------- |
| 966                                                               | Чернівці — Ларга                                                  | Щоденно                                                           |
| 965                                                               | Ларга — Чернівці                                                  | Щоденно                                                           |
| 968                                                               | Чернівці — Сокиряни                                               | Щоденно                                                           |
| 967                                                               | Сокиряни — Чернівці                                               | Щоденно                                                           |

Наразі приміський рух досі не відновлено.